# 駐德國臺北代表處慕尼黑辦事處
駐德國臺北代表處慕尼黑辦事處（德語：Taipeh Vertretung in der Bundesrepublik Deutschland, Büro München），亦稱駐慕尼黑辦事處，是中華民國政府派駐德意志聯邦共和國巴伐利亞自由邦首府慕尼黑的代表機構。
辦事處負責推動臺灣與慕尼黑的雙邊關係，以及辦理護照、簽證、文件證明等领事相關業務，並提供僑民服務與旅外國人急難救助，功能等同邦交國的總領事館。此外，加強與邦議會、邦政府、政黨基金會、學界的關係，國際文宣、文化交流亦為重要工作項目。領事轄區為巴伐利亞邦、巴登-符騰堡邦。

## 歷史
1958年10月，行政院新聞局在西德首都波恩设立遠東新聞處。1973年12月31日，遠東新聞處更名为遠東新聞社。1980年改制後隸屬於中華民國外交部:32。
1988年8月27日，中華民國外交部增設遠東新聞社慕尼黑分社。1992年9月27日，更名为駐慕尼黑臺北經濟文化辦事處。1997年7月1日，再更名為駐德國臺北代表處慕尼黑辦事處:32—35。

## 外部連結
- 駐德國臺北代表處慕尼黑辦事處的Facebook專頁